# Kanton Beaumont-sur-Oise
Kanton Beaumont-sur-Oise is een voormalig kanton van het Franse departement Val-d'Oise. Kanton Beaumont-sur-Oise maakte deel uit van het arrondissement Pontoise en telde 30.461 inwoners (1999).
Het werd opgeheven bij decreet van 17 februari 2014 met uitwerking in maart 2015

## Gemeenten
Het kanton Beaumont-sur-Oise omvatte de volgende gemeenten:
- Beaumont-sur-Oise (hoofdplaats)
- Bernes-sur-Oise
- Bruyères-sur-Oise
- Champagne-sur-Oise
- Mours
- Nointel
- Persan
- Ronquerolles